# Ectropothecium aureo-crispum
Ectropothecium aureo-crispum är en bladmossart som beskrevs av Brotherus 1897. Ectropothecium aureo-crispum ingår i släktet Ectropothecium och familjen Hypnaceae. Inga underarter finns listade i Catalogue of Life.